# Мачке из високог друштва
Мачке из високог друштва (енгл. The Aristocats) је амерички анимирани филм компаније Волт Дизни из 1970. године.